# 鄂霍次克板块

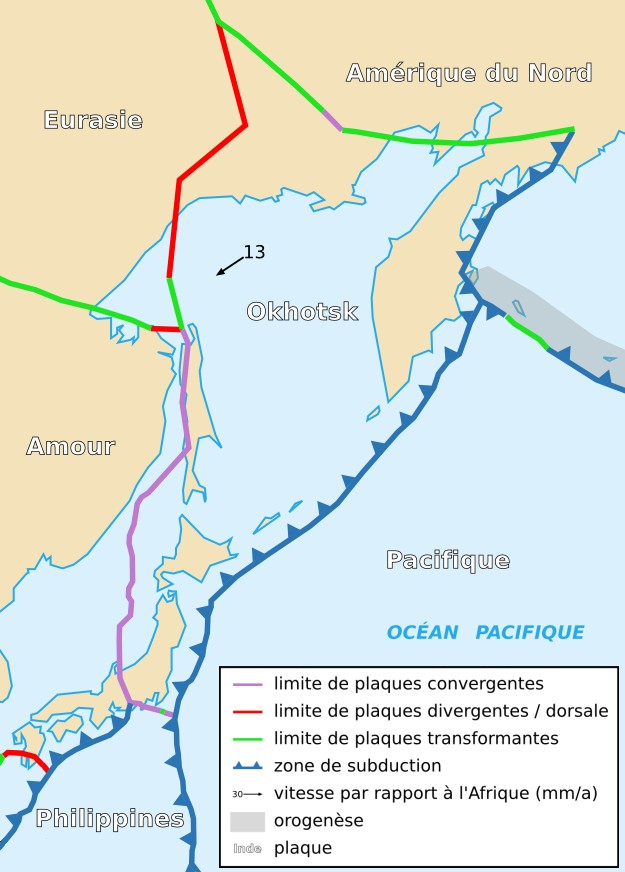
鄂霍次克板块和它邻近的板块

鄂霍次克板块是一个小型構造板塊，范围涵盖了鄂霍次克海、堪察加半岛和日本东北部。在1968年勒皮雄首次提出的六大板块中，它是太平洋板塊的一部分。后来这一地区被划至北美洲板块。而最近的研究表明，它应该是一个独立的板块。它的北界与北美洲板块相接，东界以千岛-堪察加海沟和日本海沟与太平洋板块相接，南界以本州南海槽与菲律宾板块相接，西界与欧亚板块相接，西南界则可能和阿穆尔板块相接。